# Билалов, Ахмед Гаджиевич
Ахме́д Гаджи́евич Била́лов (род. 19 ноября 1970, Обода, Дагестанская АССР) — российский предприниматель и государственный деятель, член Совета Федерации от Краснодарского края с октября 2011 года по ноябрь 2012 года. Депутат Государственной думы третьего и четвёртого созывов.
Бывший президент Ассоциации гольфа России. Вице-президент Олимпийского комитета России с декабря 2009 года по февраль 2013 года, бывший член комиссии по международной деятельности ОКР, бывший член комиссии МОК по маркетингу. Бывший член наблюдательного совета оргкомитета зимних Олимпийских игр 2014 года. Бывший председатель Совета директоров ОАО «Курорты Северного Кавказа».
Член Комиссии по делам религий при Правительстве РФ, член Центральной контрольно-ревизионной комиссии «Единой России».

## Семья
- Младший брат — Магомед Билалов, российский бизнесмен, акционер ОАО «Красная Поляна», один из совладельцев «Нацбизнесбанка»[5]
- Двоюродный брат — Зиявудин Магомедов (род. 1968), в 2012 году занимал 111-е место в рейтинге богатейших бизнесменов России по версии Forbes[6]
- Двоюродный брат — Магомед Магомедов (род. 1967), бывший сенатор от Смоленской области в 2002—2009 годах, с ноября 2008 года по апрель 2009 года — член Комиссии СФ по физической культуре, спорту и развитию Олимпийского движения[7]

## Биография
Родился в семье врача и учительницы русского языка. По национальности аварец.
Окончил Государственную академию управления им. С. Орджоникидзе в 1993 году, в 2005 году — Дипломатическую академию МИД России, кандидат политических наук. Тема диссертации — «Основы стратегии защиты национальных интересов РФ в Каспийском регионе».
С 1992 года работал в Ленинградском региональном коммерческом банке, был начальником кредитного отдела, с 1994 года — заместитель генерального директора, затем — генеральный директор АО «Интерфинанс». С 1998 года — председатель совета директоров ЗАО Компания «Север» (Москва).
В 1999 году избран депутатом Государственной Думы РФ третьего созыва по общефедеральному списку избирательного блока Межрегиональное движение «Единство» (МЕДВЕДЬ), был членом фракции «Единство», членом Комитета по безопасности.
7 декабря 2003 года избран в Государственную Думу РФ четвертого созыва по общефедеральному списку избирательного объединения Партия «Единство» и «Отечество» — Единая Россия. Был первым заместителем председателя Комитета по делам Содружества Независимых Государств и связям с соотечественниками.
С июня 2010 года — Председатель Экспертного совета при Минэкономразвития России по разработке концепции создания туристического кластера на Северном Кавказе — «Высота-5642».
С октября 2011 года по ноябрь 2012 года — член Совета Федерации — представитель от исполнительного органа государственной власти Краснодарского края.
29 августа 2011 года вертолёт Ми-8, в котором находился Билалов и ещё 13 человек, потерпел крушение в Архызском ущелье в Карачаево-Черкесии. Билалов не получил значительных повреждений.

### Критика и увольнение
Неоднократно упоминался в СМИ в связи различными уголовными делами и коррупционными скандалами.
7 февраля 2013 года Президент РФ Владимир Путин поручил уволить Билалова с должности вице-президента Олимпийского комитета России в связи с допущенным им срывом графика строительства Олимпийских объектов и нецелевым использованием кредитов Внешэкономбанка.
18 февраля 2013 года подал заявление об отставке с поста вице-президента ОКР, на следующий день отставка была принята исполкомом ОКР.
С поста председателя совета директоров компании «Курорты Северного Кавказа» уволен за срыв строительства Олимпийского комплекса трамплинов.
10 апреля 2013 года представитель Генеральной Прокуратуры России заявила, что Билалов стал фигурантом уголовного дела (статья 201 Уголовного кодекса), так как были выявлены нарушения, связанные с деятельностью и «случаи необоснованных затрат средств на поездки руководства компании в страны дальнего зарубежья с использованием элементов роскоши». За злоупотребление полномочиями Билалову грозит до четырёх лет заключения.
По информации на 11 апреля 2013 года, Билалов находился на лечении в Германии.

### Заражение вредными веществами
В конце апреля 2013 года в СМИ со ссылкой на источник в окружении бизнесмена появилась информация о том, что у Билалова выявлено отравление тяжёлыми металлами, предположительно, ртутью. Сам Билалов подтвердил, что в его организме медики обнаружили повышенное содержание ртути. Бизнесмен сообщил, что стал себя плохо чувствовать ещё осенью 2012 года, источник заражения, по его мнению, находился в московском офисе. Бывшие сотрудники Билалова также прошли обследование. Врачи клиники Баден-Бадена, где Билалов проходил обследование, выявили в организме бизнесмена в три раза больше нормы мышьяка, в четыре раза — молибдена, в семь раз — ртути.

## Награды
- Благодарность Президента РФ В. В. Путина;
- Благодарность Председателя Государственной Думы ФС РФ Б. В. Грызлова;
- медаль 200 лет МИД РФ;
- медаль 200 лет МВД;
- медаль 200 лет Министерству обороны;
- медаль МВД России «За боевое содружество».